# Hanno Koffler
Hanno Koffler (Berlín, República Federal de Alemania,  25 de marzo de 1980) es un actor y músico alemán conocido por obras de teatro, televisión y cine en Alemania. Entre sus películas más famosas figuran Tormenta de verano (2004), junto a Robert Stadlober y Krabat y el molino del diablo (2008), junto a Daniel Brühl y Tom Wlaschiha. Ambas películas del director de cine alemán Marco Kreuzpaintner. Sus trabajos más destacados fueron en la película Caída libre (2013), junto a Max Riemelt y Katharina Schüttler, dirigida por Stephan Lacant. Después participó en una película nominada a los Premios Óscar, Never Look Away (2018), dirigida por Florian Henckel von Donnersmarck y que protagonizó junto a Tom Schilling, Sebastian Koch, Paula Beer y Saskia Rosendahl.

## Vida y Carrera
Koffler nació en Berlín, República Federal de Alemania (actualmente Alemania). Fue criado junto a sus tres hermanos en Charlottenburg por una familia de clase media trabajadora. Al caer el muro de Berlín, la familia Koffler se vio severamente afectada, el padre de Hanno decayó a nivel profesional, obligando a la familia a mudarse a Sajonia-Anhalt. A temprana edad, Koffler empezó a actuar en pequeños papeles en obras de teatro.
En 1994 fundó la banda "Kerosin" con su hermano Max Koffler, siendo Hanno el baterista. La banda ocupó el segundo lugar en el concurso de banda en vivo más grande del mundo "Emergenza" en 2002. 
Al volver a Berlín a la edad de 18 años, Koffler solicitó admisión en la Escuela de Teatro Ernst Busch, pero fue rechazado. En el 2002 comenzaría oficialmente su carrera como actor con varios papeles en películas de cine como Anatomy 2 y en películas de Marco Kreuzpaintner, entre las que destacan Tormenta de verano de 2004 y Krabat y el molino del diablo de 2008. Luego se mudaría a Austria para estudiar actuación hasta el año 2007 en el Seminario Max Reinhardt en Viena, donde interpretaría papeles en varios montajes teatrales dirigidos por Klaus Maria Brandauer.  
Después de varias interpretaciones en la televisión, teatro y cine, en el 2013 protagonizó la cinta Caída libre, junto a Max Riemelt y Katharina Schüttler. La película fue dirigida por Stephan Lacant y se convirtió en un gran éxito tanto en Alemania como a nivel internacional. En el 2017 se inició una campaña a través de micromecenazgo para poder realizar una secuela.
En el 2015, fue nominado al Deutscher Filmpreis al Mejor actor por la película de drama/documental Tough Love (Härte), de la directora Rosa von Praunheim, en la que interpreta a Andreas Marquardt. Se proyectó en la sección Panorama del 65.º Festival Internacional de Cine de Berlín, donde ganó el tercer lugar en el Panorama Audience Award. 
En 2016 apareció en la miniserie Rivals Forever - The Sneaker Battle, interpretando a Rudolf Dassler. 
En 2018 actuó en la cinta nominada a los Premios Óscar Never Look Away, de Florian Henckel von Donnersmarck, compartiendo créditos con Tom Schilling, Sebastian Koch, Paula Beer y Saskia Rosendahl.
En el 2019 se unió a la serie original de Amazon Beat, nuevamente bajo las órdenes de Marco Kreuzpaintner, interpretando el personaje de Paul. Ese mismo año, fue parte del elenco de la serie alemana Pagan Peak.
En 2020, protagonizó y coescribió la película Die Saat (The Seed traducida al inglés; La Semilla, en español), que fue dirigida por su esposa, Mia Meyer. La película fue aclamada mundialmente.

## Vida personal
Durante su tiempo en Viena, conoció a la actriz Theresa Langer, con quien tuvo una hija que nació en 2007. Ella reside en Estados Unidos.
Actualmente está casado con la cineasta Mia Meyer, con quien tiene una hija, y vive en Berlín con su familia.

## Filmografía
- 2002: Die Dickköpfe (TV)
- 2003: Ganz und gar
- 2003: Anatomy 2
- 2004: Tormenta de verano
- 2004: Hallesche Kometen
- 2004: Charlotte und ihre Männer (TV)
- 2005: Rabenbrüder
- 2008: Red Baron
- 2008: Krabat y el molino del diablo
- 2008: A Hero's Welcome (Nacht vor Augen)
- 2009: Tatort– Im Sog des Bösen (TV)
- 2010: Die Grenze (TV)
- 2010: Keiner geht verloren (TV)
- 2011: If Not Us, Who?
- 2012: Auslandseinsatz
- 2013: Caída libre
- 2014: Besondere Schwere der Schuld
- 2015: Tough Love
- 2018: Never Look Away
- 2018: Beat (TV)
- 2019: Pagan peak
- 2020: Die Saat'

## Premios y nominaciones
- 2008 - Festival de cine de Durban, Sudáfrica (2008) - Mejor actor por A Hero's Welcome (Nacht vor Augen)
- 2008 - Franz-Hofer-Preis, Filmhaus Saarbrücken (2009) por A Hero's Welcome (Nacht vor Augen)
- 2014 - Deutscher Filmpreis - Nominado Film award gold best Performance by an Actor in a Leading Role - Caída libre (película)
- 2015 - Deutscher Filmpreis - Nominado al Mejor actor - Tough Love (Harte)
- 2018 - Deutscher Filmpreis - Best multi-part television film - Pagan peak